# مصطفى الخلفي
مصطفى الخلفي (1973، القنيطرة) سياسي إسلامي وناشر صحفي وباحث أكاديمي مغربي. بعد فوز حزب العدالة والتنمية في الانتخابات البرلمانية المغربية سنة 2011 شغل منصب وزير الاتصال والناطق الرسمي باسم حكومة بنكيران.اشتغل و  بمنصب
الوزارة المنتدبة لدى رئيس الحكومة المكلف بالعلاقات مع البرلمان والمجتمع المدني الناطق الرسمي باسم الحكومة في حكومة سعد الدين العثماني

## نشأته
عرف مصطفى منذ صغره بتفوقه الدراسي، مكنه من تنويع دراساته الجامعية، حيث حاز على الباكلوريا في العلوم الرياضية، ثم الإجازة تخصص فيزياء سنة 1995 من كلية العلوم بالقنيطرة. وحصل أيضا على الإجازة تخصص الدراسات الإسلامية سنة 1998 من بجامعة ابن طفيل، وإجازة في العلوم السياسية من جامعة محمد الخامس أكدال، وشهادة الدراسات العليا المعمقة في نفس التخصص، وهو منكب على إعداد دكتوراه.

### النشاط النقابي الطلابي
يعتبر من رواد الحركة التلمذية والطلابية المغربية ذات المرجعية الإسلامية، فقد قاد وهو تلميذ تحركات إثر الغزو الأمريكي على العراق، كما كان ناطقا باسم فصيل الطلبة التجديديين، الامتداد العضوي لحركة الإصلاح والتجديد سابقا.

## البحث العلمي
خلال دراساته العليا كان موضوع الدكتوراه «العلاقات الأمريكية ونظرتها للحركة الإسلامية في المغرب والعالم العربي». كما قضى سنة كاملة في إطار الباحث الزائر في مركز كارينجي الأمريكي وذلك في سنة 2007، حيث أطلع عن كثب على طرق التفكير الاستراتيجي الأمريكي.
أسس منذ 2009 المركز المغربي للدراسات والأبحاث المعاصرة كمركز لرصد تحولات الفكر الديني بالمغرب.

## النشاط الوزاري
في 31 مارس 2012 غيَّر مصطفى الخلفي -بصفته من صناع القرار في مجال الاتصالات- الكثير من المعطيات فيما يخص القنوات المغربية العامة، حيث:
- نصَّ على أن 80 % من برامج قناة الأولى يجب أن تكون باللغة العربية، أما الأخبار باللغة الفرنسية فقد أرجعها للفترة الليلية مع شرط البث على قناة دوزيم فقط.
- حظر الدعاية والإعلانات المتعلقة بألعاب الحظ.
- تنبيه صغير يُذكر بأوقات الصلاة.
- إدخال اللغة الأمازيغية في العديد من البرامج التلفزيونية.
- التركيز على أخبار باقي دول العالم من خلال بث نشرات أخبار متفرقة ومتنوعة بأربع لغات.

في 25 مايو 2015 أعلنت وزارة الاتصالات في المغرب عن حظرها بث فيلم الزين اللي فيك؛ حينها صرّح الخلفي قائلا: «الفيلم يُشكل إهانة خطيرة للقيم الأخلاقية للمرأة المغربية ... هذا [يقصد الفيلم] تعدي صارخ على صورة المغرب الحقيقة.».
في 29 أيار/مايو 2015 أحيت النجمة الأمريكية جينيفر لوبيز حفلا موسيقا بمناسبة مهرجان موازين الذي يحظى بتمويل من ملك المغرب. تم بث المهرجان على قناة دوزيم وظهرت فيه لوبيز بملابس فاضحة مما أثار جدلا كبيرا حينها في المغرب إلى درجة المطالبة بمقاطعة المهرجان ومقاطعة القناة التي بثته بل طالب البعض الملك شخصيا بالتدخل كونه الممول الرئيسي للمهرجان. حينها تدخل مصطفى الخلفي على الخط حيث أدَان ما عرضته القناة الثانية وقال على حسابه الرسمي في موقع تويتر: «ما حصل [في إشارة لحفل لوبيز] أمر غير مقبول ويتعارض مع حق البث الإذاعي» ثم أشار إلى أنه وجب على هيئة الاتصال السمعي البصري القيام بمهامها من أجل منع تكرار مثل هذه الأمور.
في 5 أبريل من عام 2017 عين مصطفى في منصب الوزير المنتدب لدى رئيس الحكومة المكلف بالعلاقات مع البرلمان والمجتمع المدني ثم عُين في وقت لاحق في منصب الناطق الرسمي باسم حكومة العثماني.

## وصلات خارجية
- دفاتر التحملات  في الجريدة الرسمية للمملكة المغربية.